# Лашеналия
Лашена́лия, также лахеналия (лат. Lachenalia) — род однодольных цветковых растений, включённый в семейство Спаржевые (Asparagaceae).

## Название
Научное название рода, данное ему Йозефом Францем фон Жакеном в 1784 году, образовано от фамилии швейцарского ботаника Вернера де Лахеналя (1736—1800).

## Ботаническое описание
Представители рода — многолетние луковичные травянистые растения. Листья немногочисленные, обычно в количестве всего двух, реже до десяти, линейные в очертании, у многих видов пятнистые.
Стрелка цилиндрическая, несущая кисть или колос. Околоцветник окрашенный разнообразно, в основании трубчатый, затем колокольчатый, разделённый на 6 долей, внешние из которых обычно уступают по длине внутренним. Тычинки в количестве 6, нитевидные. Завязь верхняя, трёхгнёздная. Рыльце пестика головчатое.
Плод — трёхрёберная коробочка, раскрывающаяся по трём швам. Семена многочисленные, мелкие.

## Ареал
В дикой природе лашеналии распространены в Южной Африке. В цветоводстве наиболее часто выращиваются 15 видов, созданы многочисленные гибридные сорта.

## Таксономия
|  |                                      |  |                                                         |                                                         |                     |  | ещё 13 семейств (согласно Системе APG III) |               |               |           |
|  |                                      |  |                                                         |                                                         |                     |  |                                            |               |               | 136 видов |
|  |                                      |  |                                                         | порядок Спаржецветные                                   |                     |  |                                            |               | род Лашеналия |           |
|  |                                      |  |                                                         | порядок Спаржецветные                                   |                     |  |                                            |               | род Лашеналия |           |
|  | отдел Цветковые, или Покрытосеменные |  |                                                         |                                                         | семейство Спаржевые |  |                                            |               |               |           |
|  | отдел Цветковые, или Покрытосеменные |  |                                                         |                                                         |                     |  |                                            |               |               |           |
|  |                                      |  | ещё 58 порядков цветковых растений (по Системе APG III) | ещё 58 порядков цветковых растений (по Системе APG III) |                     |  |                                            | ещё 119 родов | ещё 119 родов |           |
|  |                                      |  |                                                         | ещё 58 порядков цветковых растений (по Системе APG III) |                     |  |                                            |               | ещё 119 родов |           |

### Синонимы
- Dipcadioides Medik. (1790)
- Polyanthes Jacq. (1793)
- Coelanthus Willd. ex Schult. (1829)
- Triallosia Raf. (1837)
- Periboea Kunth (1843)
- Polyxena Kunth (1843)
- Scillopsis Lem. (1855)
- Orchiastrum Lem.(1855), nom. illeg.
- Chloriza Salisb. (1866)
- Himas Salisb.(1866)
- Manlilia Salisb. (1866)
- Monoestes Salisb. (1866)
- Orchiops Salisb.(1866)
- Platyestes Salisb. (1866)
- Sugillaria Salisb. (1866)
- Brachyscypha Baker (1870)

### Виды
По данным сайта Plants of the World Online род включает 136 видов. Некоторые из них:
- Lachenalia aloides (L.f.) Engl., 1899 — Лашеналия алоэвидная
- Lachenalia bulbifera (Cirillo) Engl., 1899 — Лашеналия бульбоносная
- Lachenalia contaminata Sol. ex Aiton, 1789 — Лашеналия загрязнённая
- Lachenalia liliiflora Jacq., 1797
- Lachenalia mutabilis Sweet, 1831
- Lachenalia orchioides (L.) Sol. ex Aiton, 1789
- Lachenalia orthopetala Jacq., 1791
- Lachenalia pallida Sol. ex Aiton, 1789
- Lachenalia purpureocaerulea Jacq., 1797
- Lachenalia pustulata Jacq., 1791
- Lachenalia reflexa Thunb., 1794
- Lachenalia rubida Jacq., 1797
- Lachenalia splendida Diels, 1909
- Lachenalia thomasiae W.F.Barker ex G.D.Duncan, 1993
- Lachenalia unicolor Jacq., 1797
- Lachenalia unifolia Jacq., 1797

## Галерея

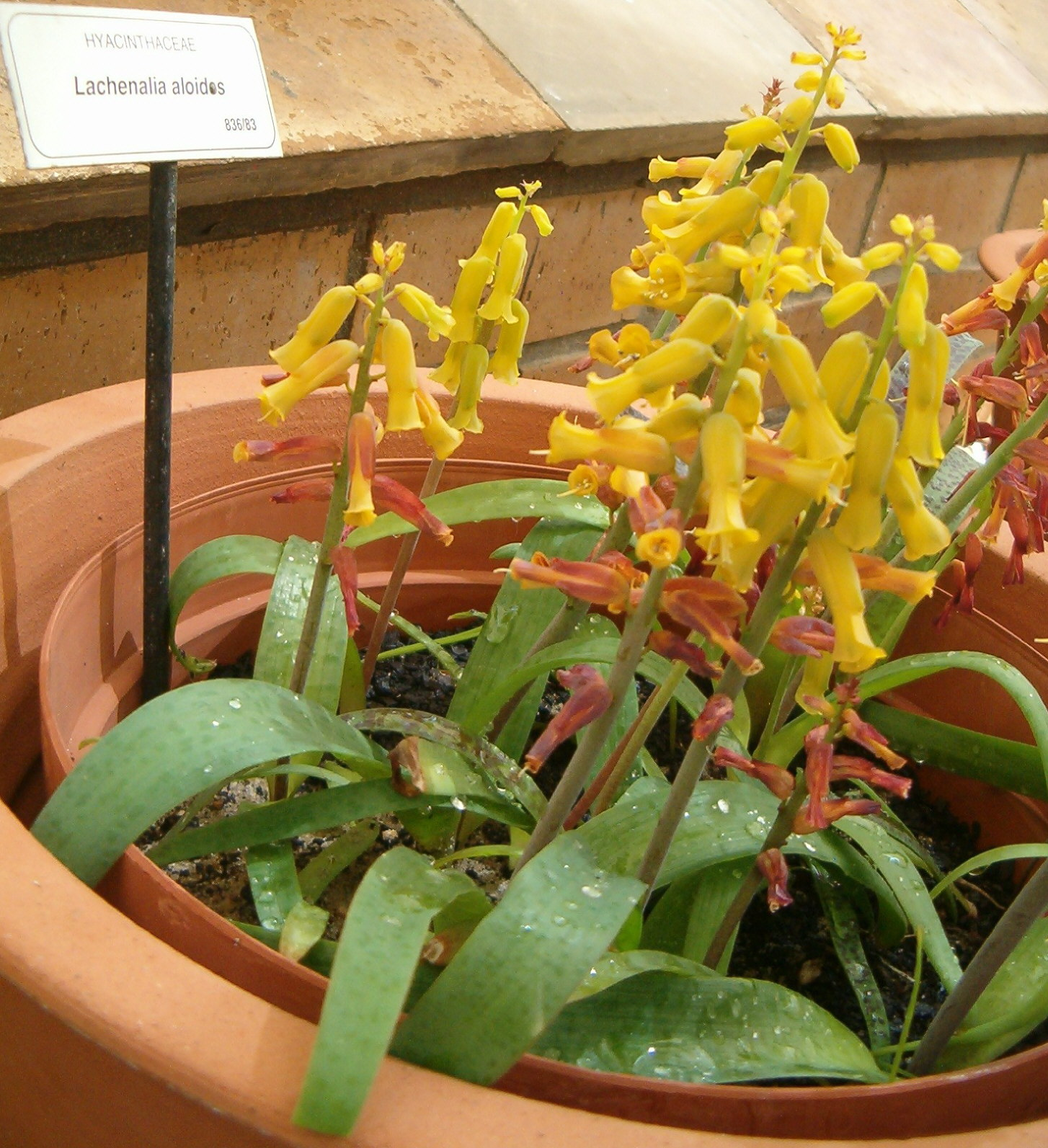
Lachenalia aloides, Кирстенбош, ЮАР
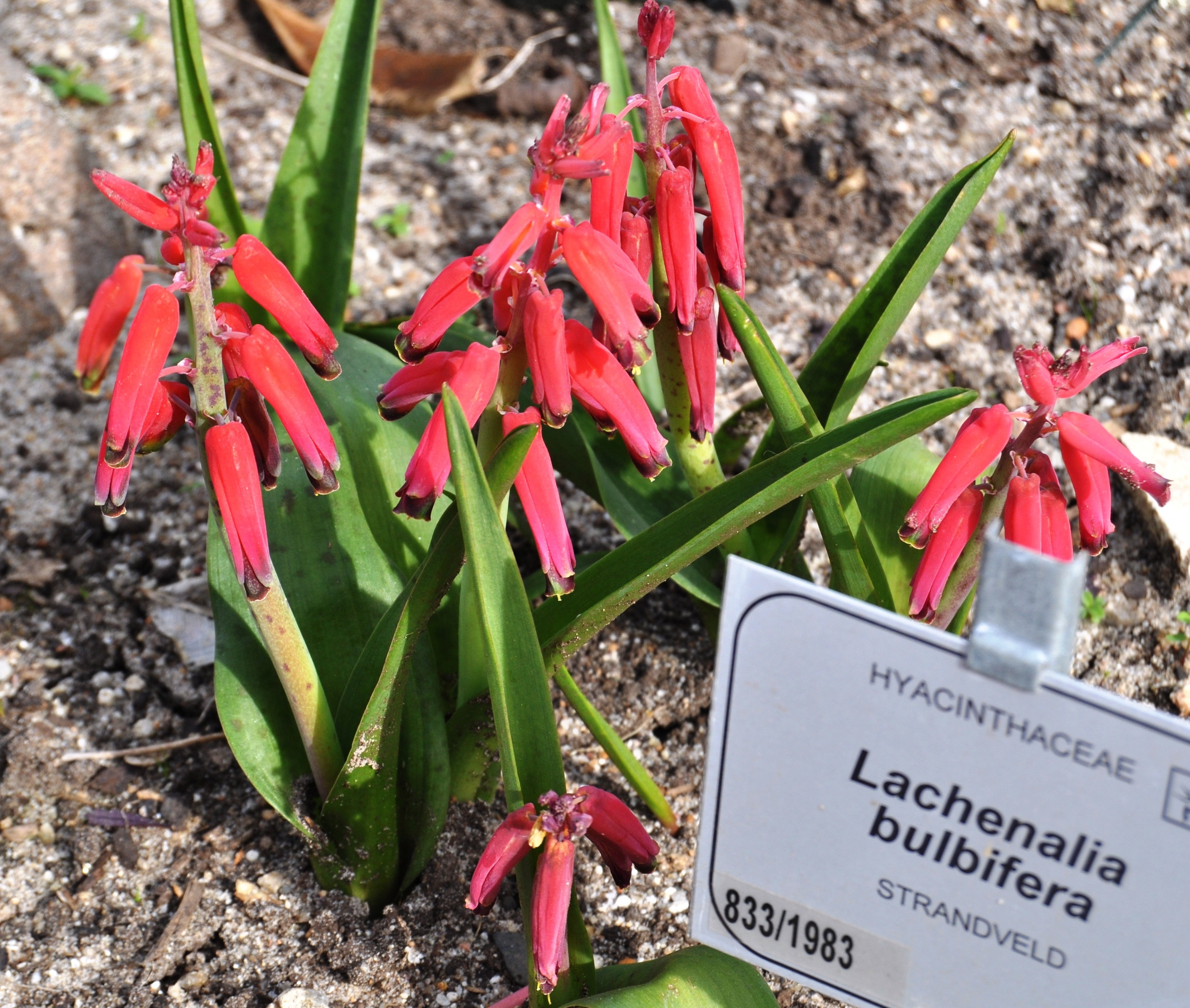
Lachenalia bulbifera, Кирстенбош
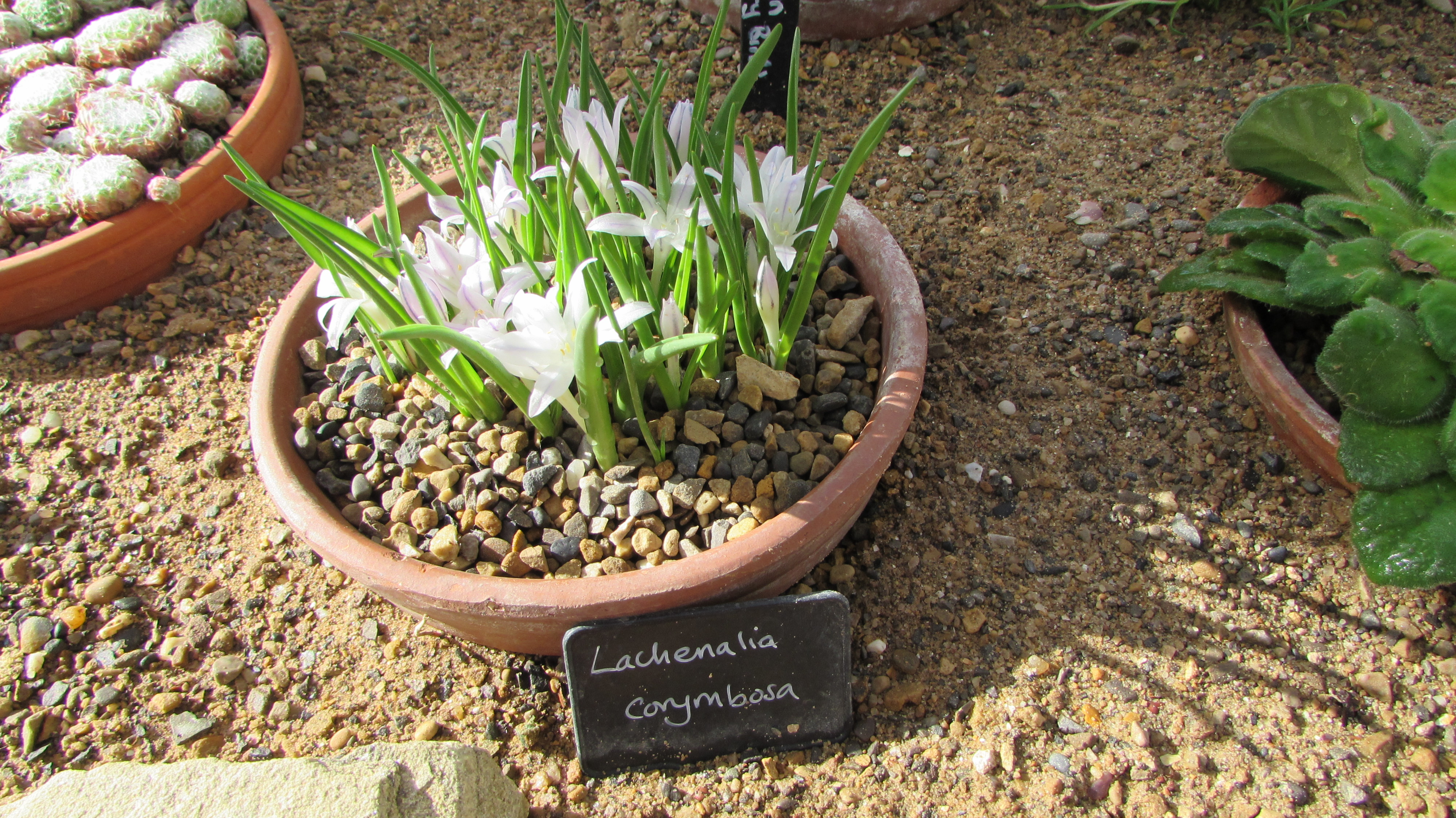
Lachenalia corymbosa, Харлоу Карр
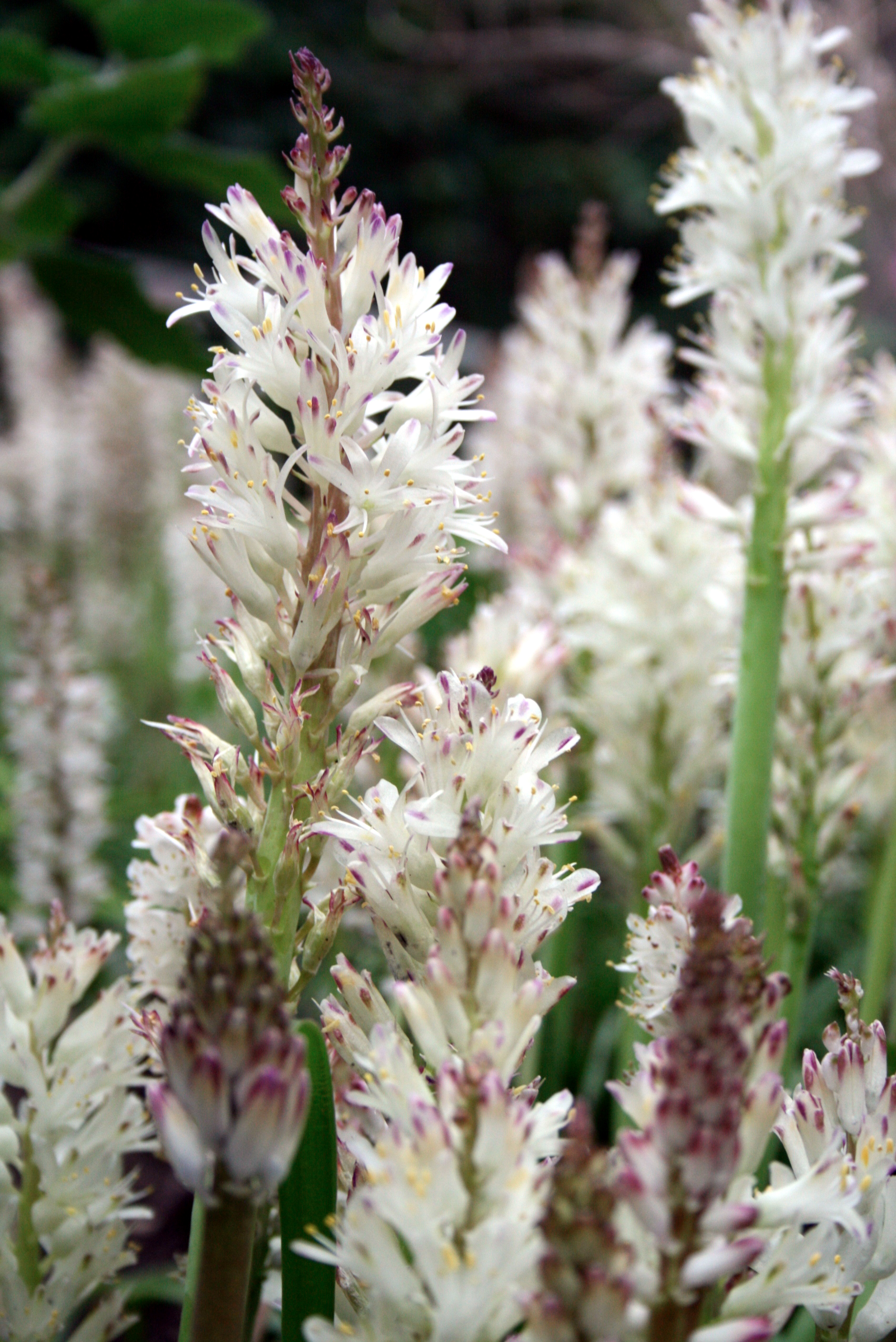
Lachenalia liliflora
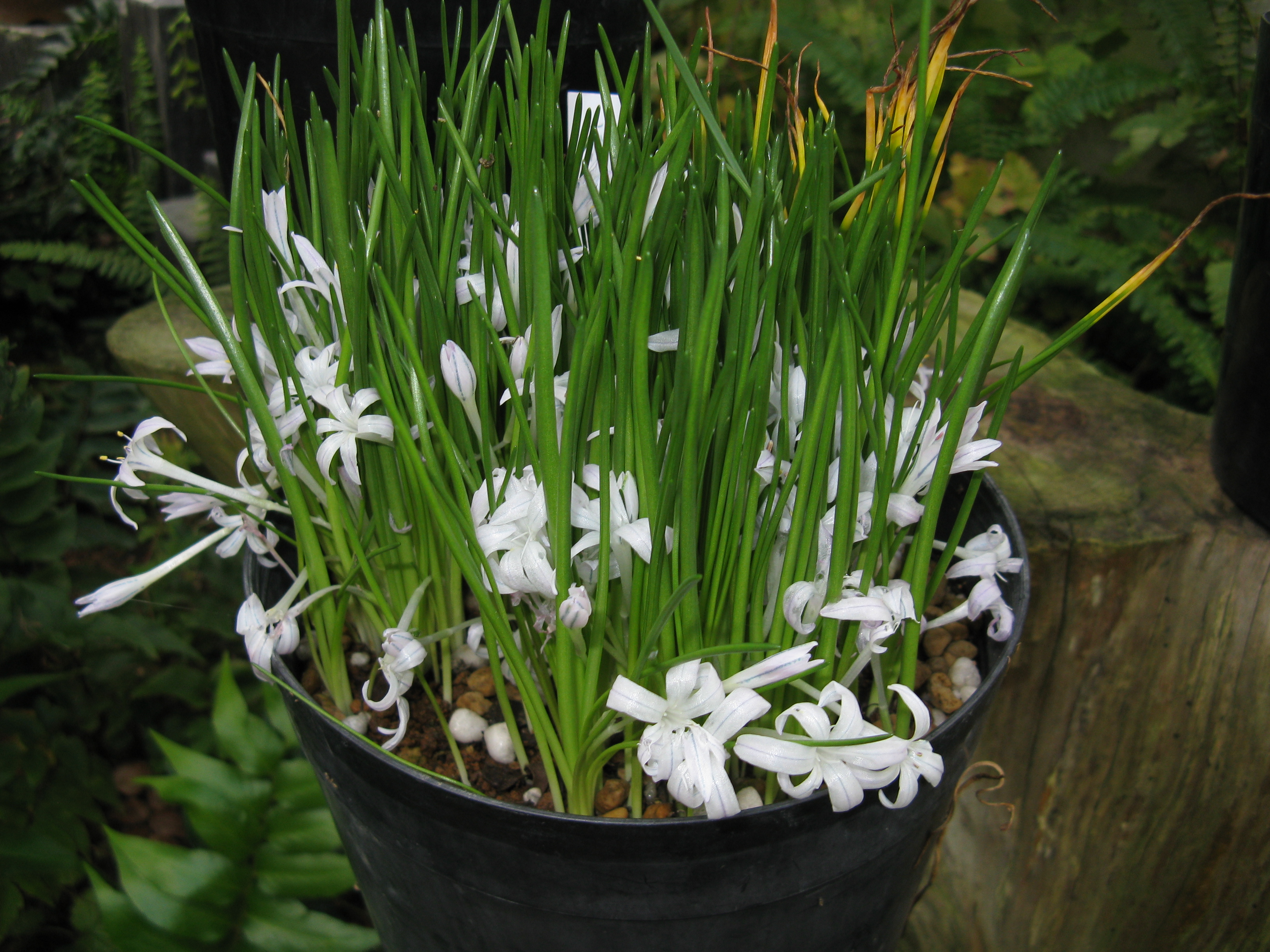
Lachenalia longituba
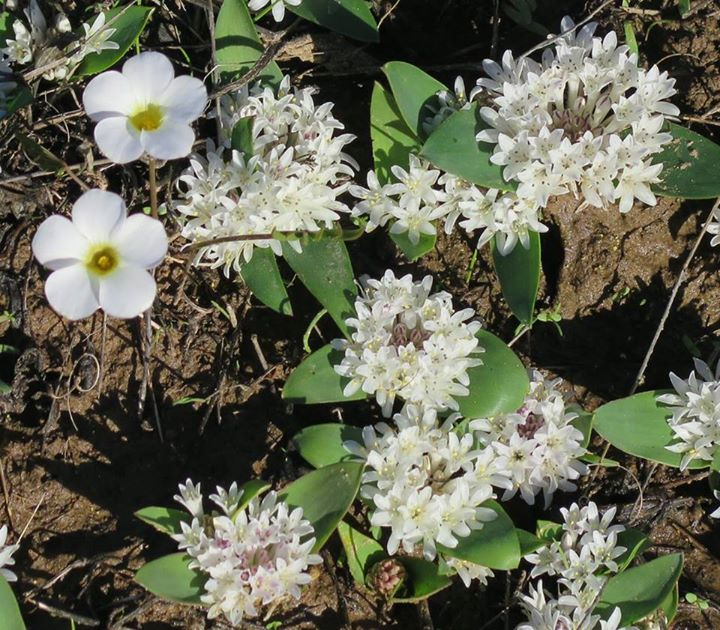
Lachenalia maughanii, ЮАР
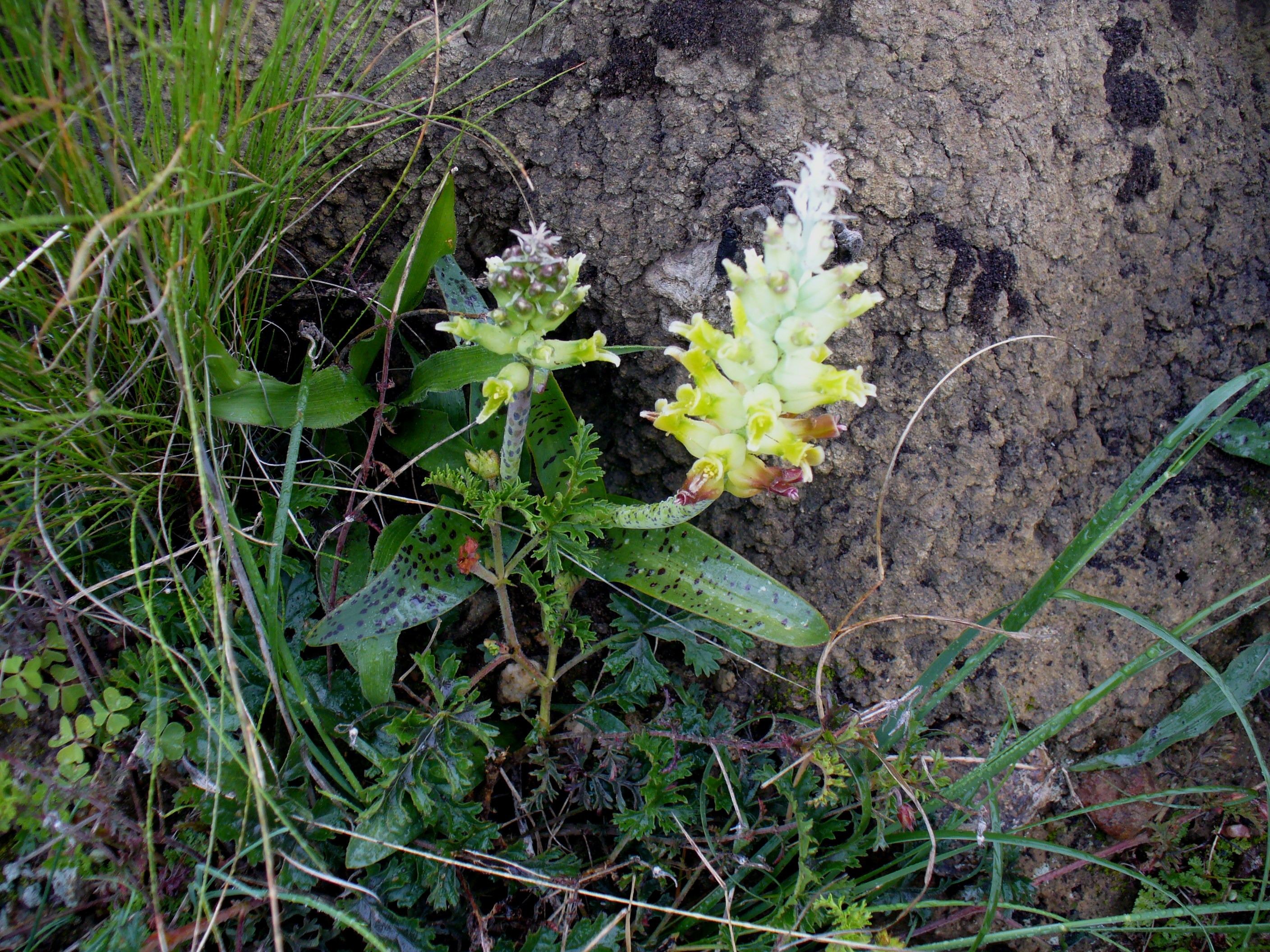
Lachenalia orchioides
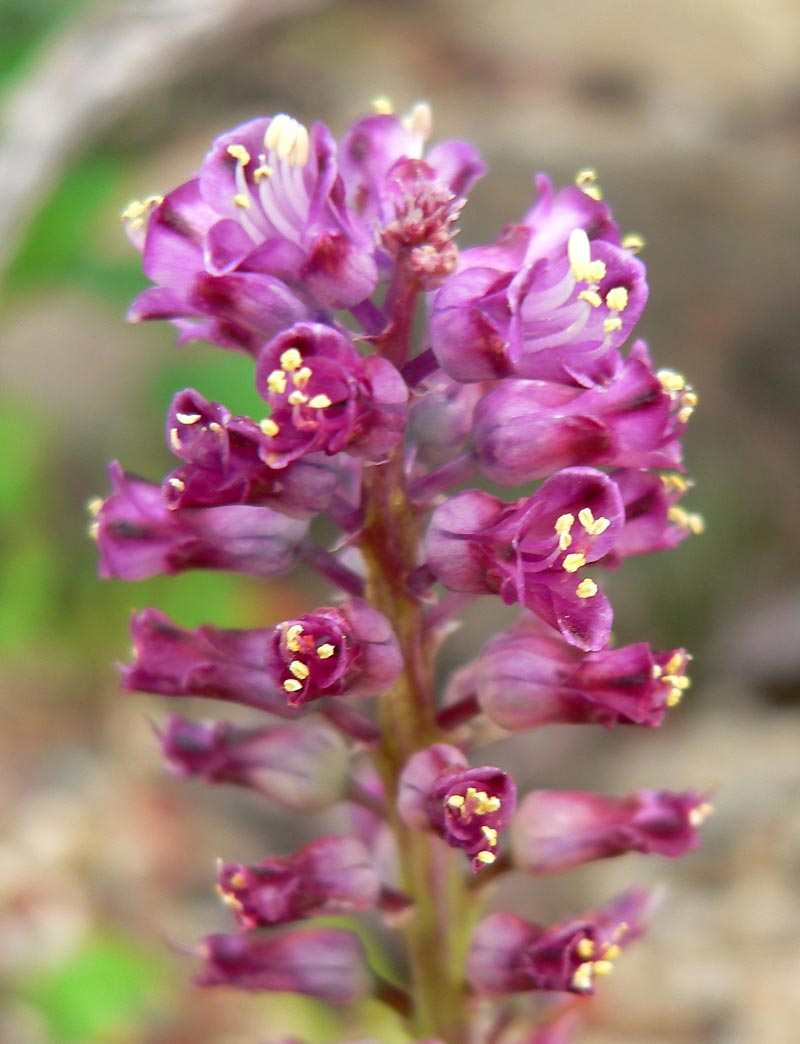
Lachenalia pustulata
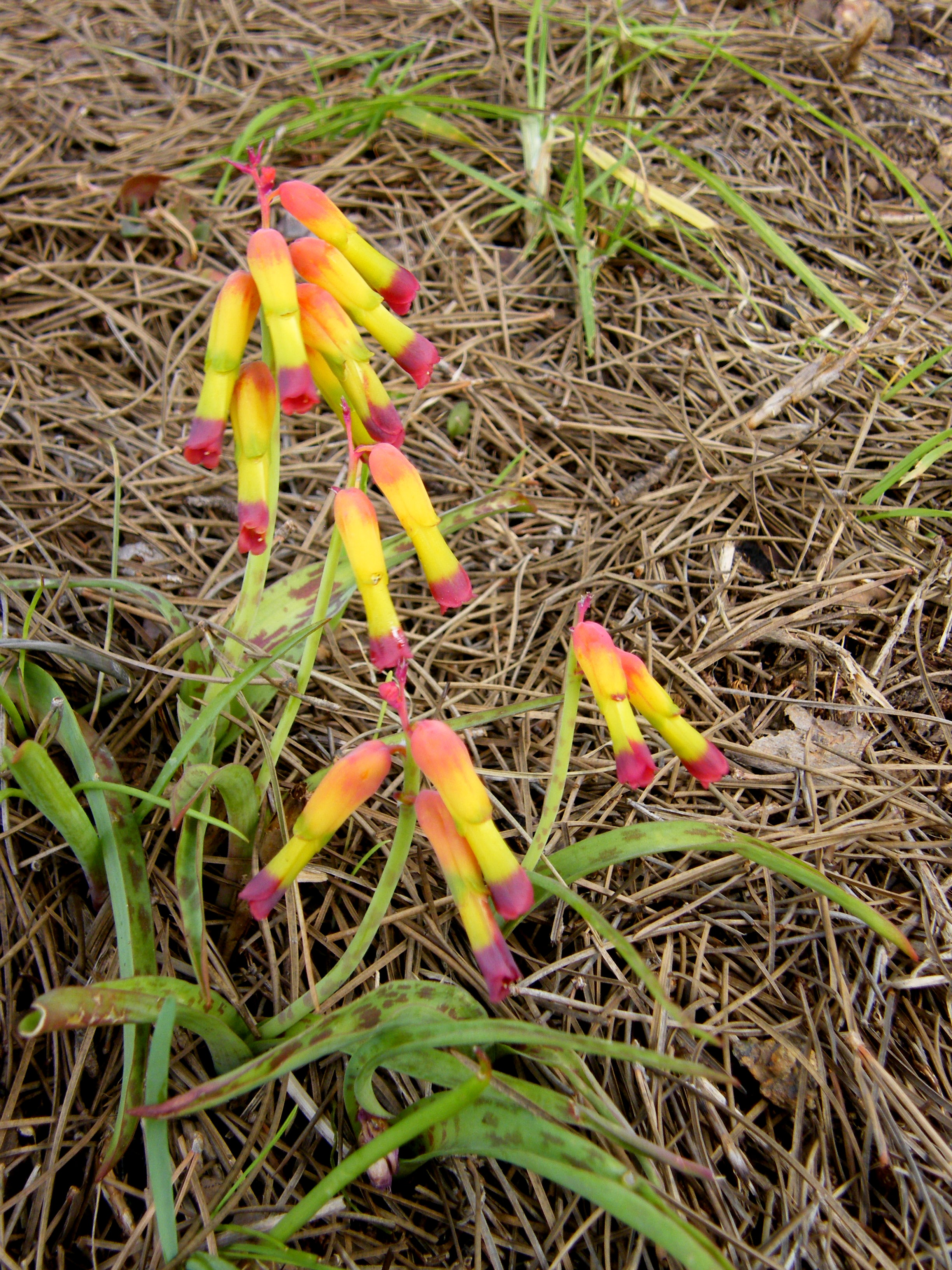
Lachenalia quadricolor
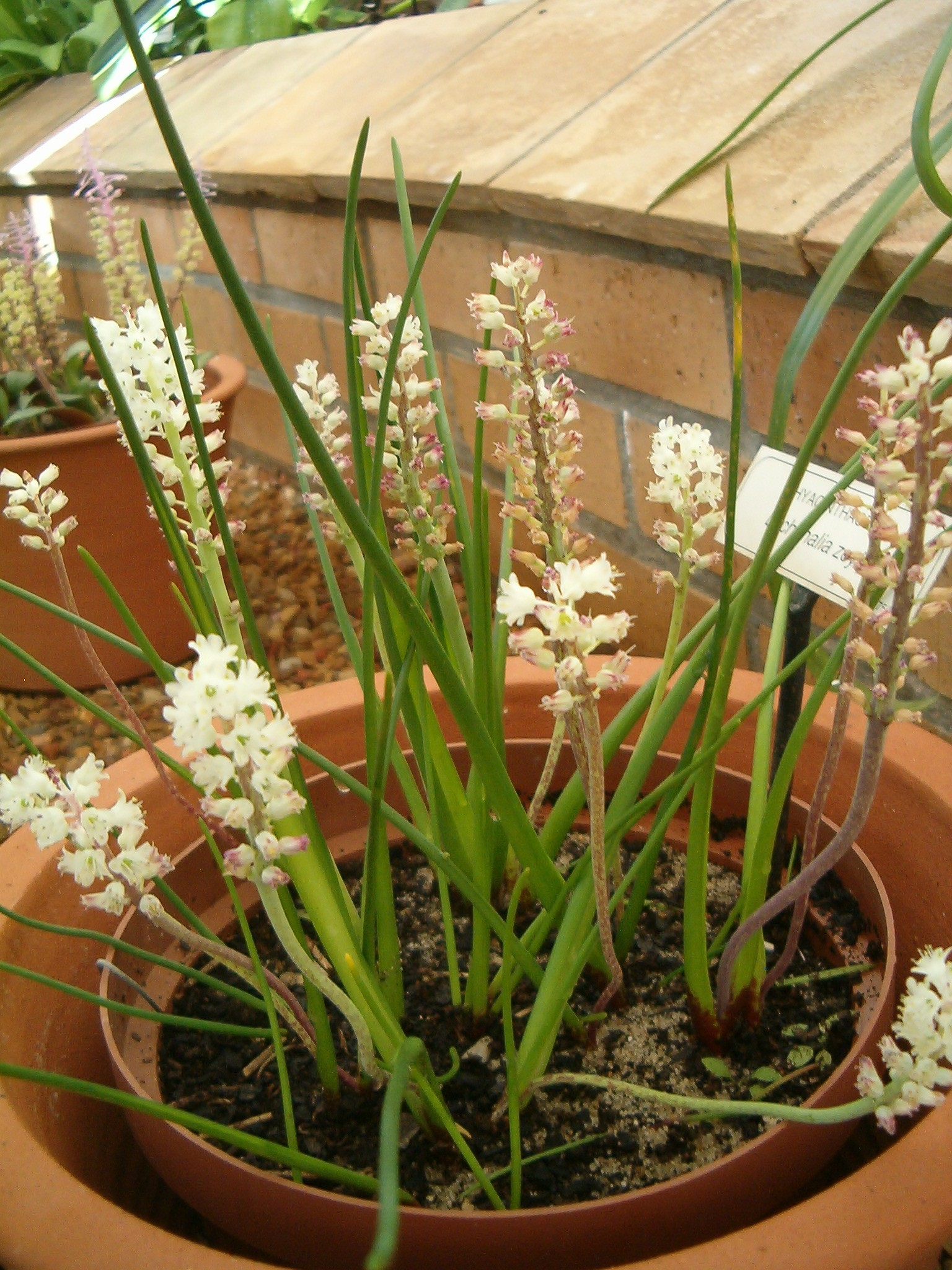
Lachenalia zeyheri, Кирстенбош